# Regió d'Apurímac
Apurímac (en quítxua, Déu parla) és una regió del Perú. Limita a l'est amb les regions de Cusco i Ayacucho a l'est, i Arequipa al sud. Al territori també hi viuen els aixaninka.
Al departament d'Apurímac es parlen dos llengües originàries del Perú: ashaninka i quítxua.

## Divisió administrativa
Es divideix en set províncies:
- Abancay
- Antabamba
- Aymaraes
- Cotabambas
- Grau
- Chincheros
- Andahuaylas